# Sparnopolius ochrobasis
Sparnopolius ochrobasis är en tvåvingeart som beskrevs av Hall och Neal L. Evenhuis 1982. Sparnopolius ochrobasis ingår i släktet Sparnopolius och familjen svävflugor. Inga underarter finns listade i Catalogue of Life.